# Ángel de nieve

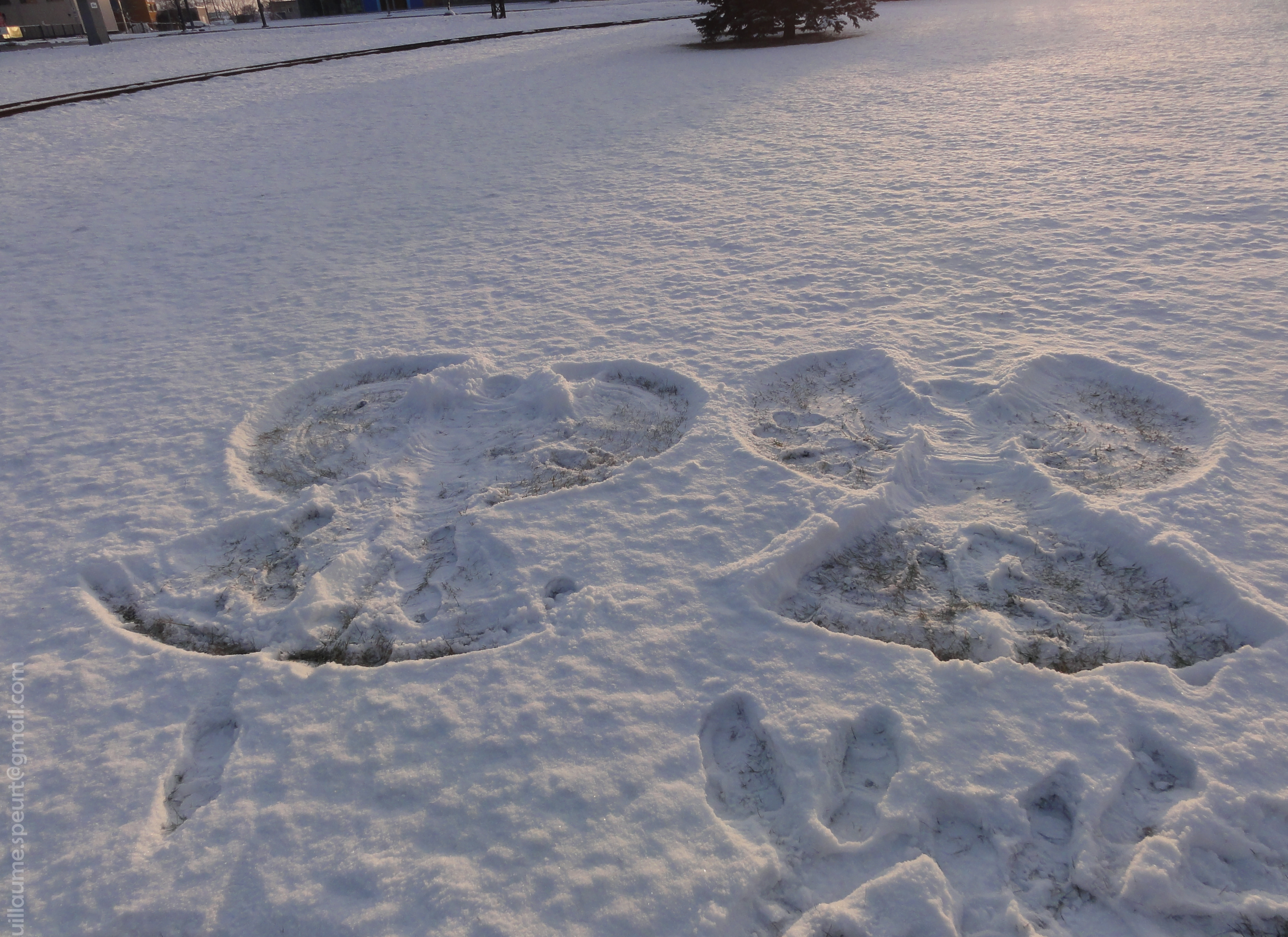
Dos ángeles de nieve

Un ángel de nieve es una huella creada por una persona en la nieve con la forma de un ángel.
La creación de un ángel de nieve es un popular juego infantil invernal y muy extendido en las regiones con abundancia de nieve de Norteamérica. Este juego habitual en los Estados Unidos de América y en Canadá tiene una importancia similar al de la construcción de un muñeco de nieve o las peleas de bolas de nieve. Aun así, también hay muchos adultos que realizan ángeles de nieve.

## Método

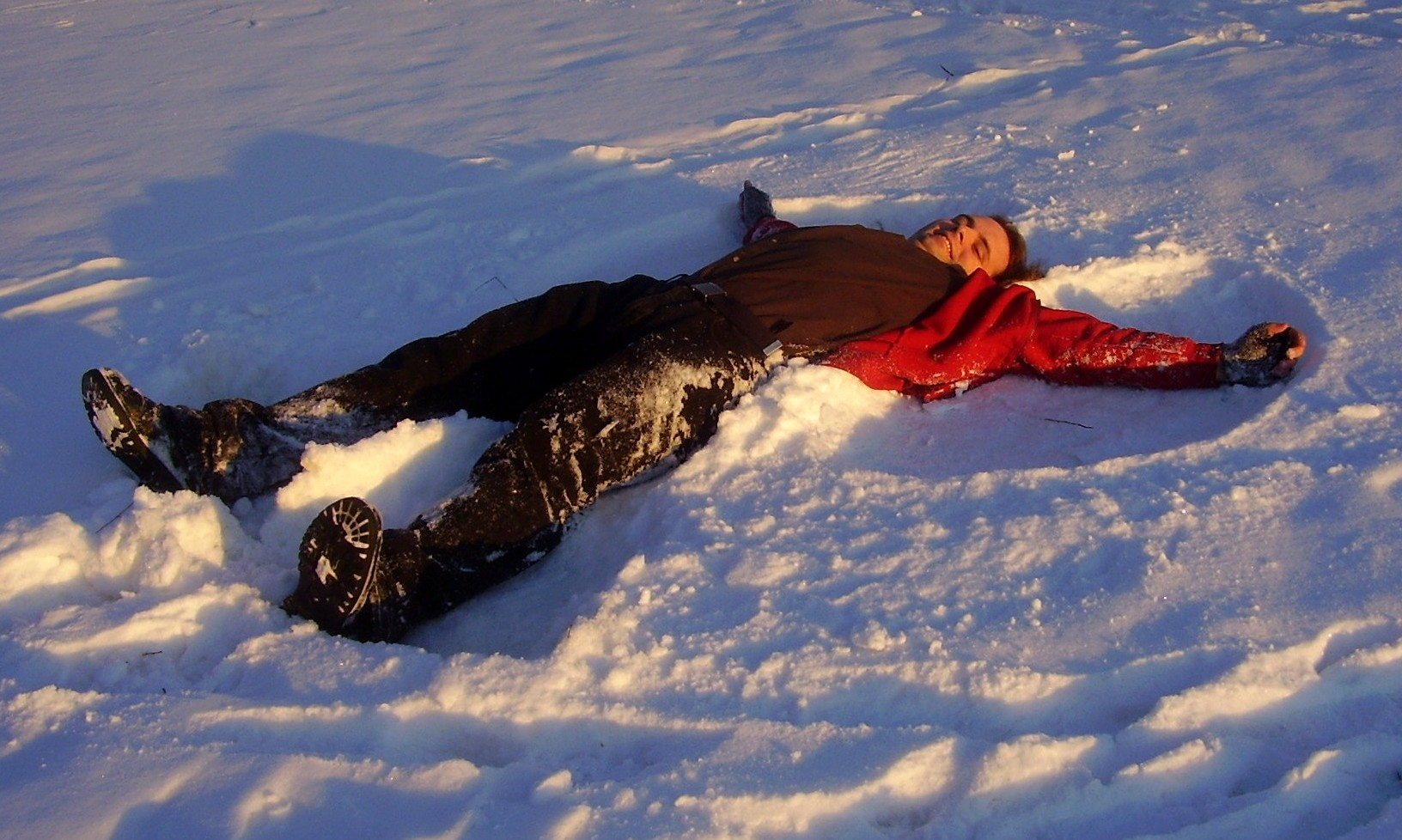
Un adulto haciendo un ángel de nieve.

La creación de un ángel de nieve es fácil. El primer paso consiste en encontrar una superficie de nieve plana e intacta. La persona se tumba en la nieve de espaldas y con los brazos extendidos lateralmente y mueve los brazos y las piernas de arriba abajo o de un lado a otro. De esta manera se originan en la nieve cuatro huecos que forman las "alas" y el "atuendo" de un ángel.

## Variante
Una variación es el águila de nieve. Al hacer un águila de nieve, la persona no mueve los brazos sobre la superficie sino que presiona brazos y piernas en la nieve en una pequeña distancia, de modo que se origina la imagen de un plumaje. 

## Récord mundial
Según el Libro Guinness de récords, el Estado de Dakota del Norte posee el récord mundial por el número más grande de ángeles de nieve originados en el mismo sitio y simultáneamente. El 18 de febrero de 2007 se formaron 8.962 ángeles de nieve en los terrenos del edificio parlamentario en la localidad de Bismarck.

## Enlaces
- Wikimedia Commons alberga una categoría multimedia sobre Ángeles de nieve en la era moderna.